# 鈍吻胖頭鱥
鈍吻胖頭鱥（学名：Pimephales notatus）是輻鰭魚綱鯉形目雅羅魚科的其中一個種，分布於北美洲五大湖、加拿大哈德遜灣沿岸，從魁北克省至曼尼托巴省、聖羅倫斯河至美國羅阿諾克河、美國密西西比河流域，本魚體細長且側扁，頭圓鈍，口近端位，背鰭前兩或三鰭條上有黑色斑點，鱗片邊緣的深色使身體呈現網狀紋，體中央有一條黑色縱紋，從吻部延伸至尾部，尾鰭有一黑斑，體上半身淡橄欖色，下半身銀色，在側線附近有銀藍色的鱗片，體長可達11公分，壽命可達5年，棲息在沙底質、水質清澈的河川、湖泊、溝渠、水塘、沼澤，屬雜食性，以藻類、昆蟲及有機碎屑等為食，單獨或成群活動，繁殖期一棲地不同，約在初春至仲夏，在交配季節，雄魚的頭部會變黑，身體會變藍，頭上還會長出三排結節。